# Tronchón
Tronchón község Spanyolországban, Teruel tartományban. Tronchón Villarluengo, Bordón, Olocau del Rey, Mirambel és Cantavieja községekkel határos. Lakosainak száma 60 fő (2024).

## Népesség
A település népessége az utóbbi években az alábbiak szerint változott:
| Lakosok száma | 94   | 107  | 101  | 110  | 100  | 82   | 69   | 67   | 61   | 60   |
|               | 2001 | 2004 | 2007 | 2009 | 2012 | 2014 | 2017 | 2019 | 2022 | 2024 |